# Санта Марија Нуова (Форли-Чезена)
Санта Марија Нуова (итал. Santa Maria Nuova) је насеље у Италији у округу Форли-Чезена, региону Емилија-Ромања.
Према процени из 2011. у насељу је живело 2181 становника. Насеље се налази на надморској висини од 21 м.